# VCI Anders
El WPB Anders (en polaco: Wielozadaniowa Platforma Bojowa Anders aquí Vehículo Multirol y de Combate Anders) es una familia de blindados de categoría media, cuya rodadura en orugas y otros mecanismos son altamente basados en el Vehículo de Combate sueco CV 90. Este vehículo es diseñado por la firma polaca OBRUM (en polaco: Ośrodek Badawczo-Rozwojowy Urządzeń Mechanicznych – Instituto Central de Desarrollo e Investigación para Maquinaria Mecánica) parte del conglomerado Bumar Group. Nombrado en honor a Władysław Anders, un renombrado general del Ejército de Polonia durante la Segunda Guerra Mundial, que luego se convirtió en un importante político del Gobierno de Polonia en el exilio.

## Historia
El blindado tiene como objeto el reemplazar en los inventarios del Ejército de Polonia a los ya obsoletos vehículos de combate BMP-1. El primer prototipo se exhibió al público interesado en la Exhibición de Artículos de la Industria de defensa, MSPO Kielce en el 2010. El vehículo que se mostró fue una variante en la configuración de apoyo de fuego (en polaco: wóz wsparcia ogniowego). Armado con un cañón de calibre 120mm los medios populares se refirieron a este blindado como un "tanque ligero". Pero después al mismo vehículo le fue añadido un prototipo en la exhibición en la configuración de Blindado de combate de la infantería. Un prototipo de VCI más avanzado es esperado en la exposición del año 2011 en la feria de la industria de la defensa polonesa MSPO Kielce. Posteriores variantes como las de comando y control, evacuación médica (sanitario), de ingenieros o de la variante de artillería antiaérea autopropulsada están incluso contempladas dentro de la producción. 

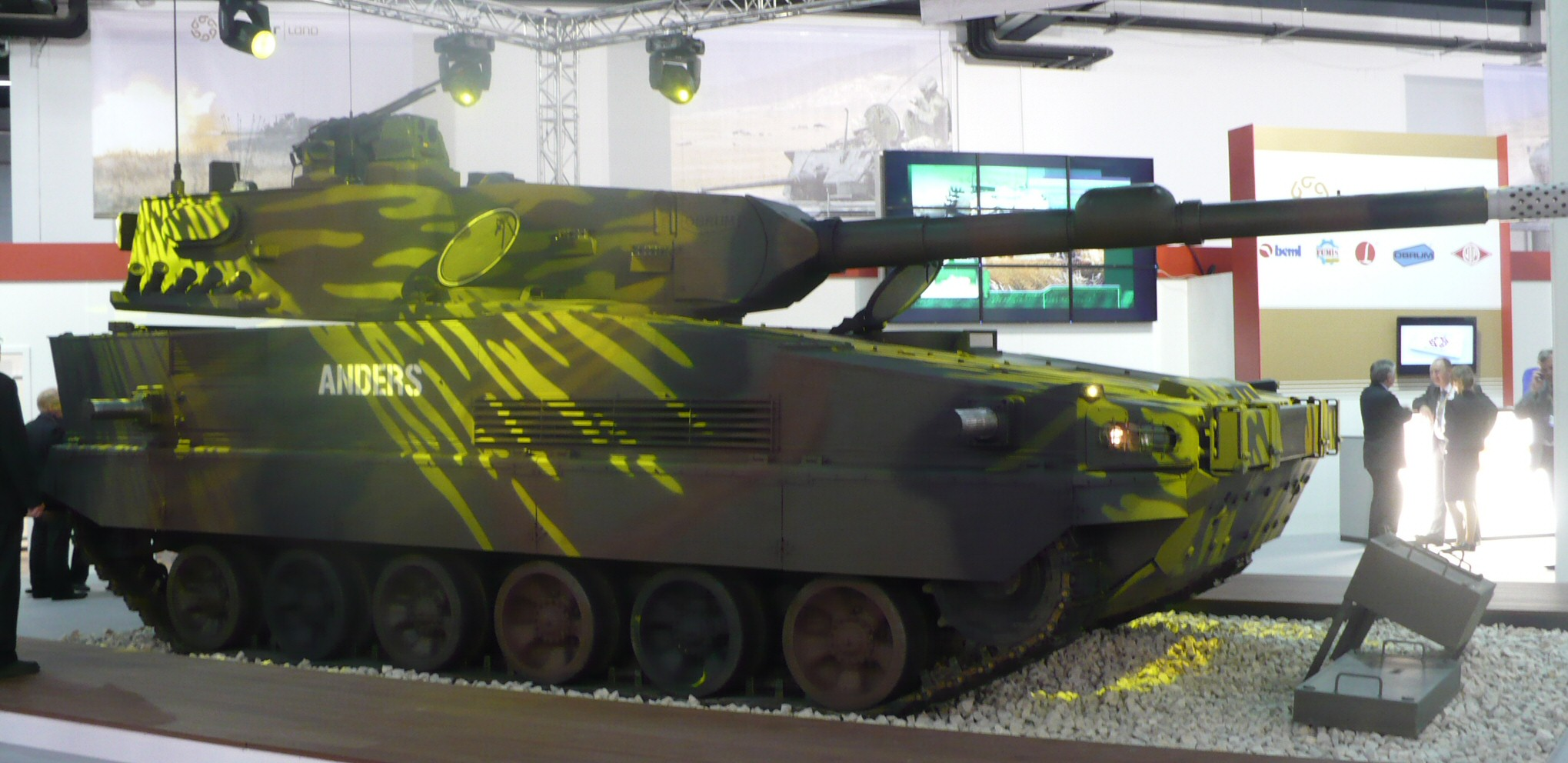
Una toma lateral del VCI Anders en su exhibición inicial

## Descripción técnica
En su configuración básica el vehículo tiene un blindaje compuesto de acero de norma STANAG 4569 con un nivel de protección 3, que se puede aumentar al nivel 5, con un complemento previsto en el sistema de blindaje.

### Vehículos similares
- Schützenpanzer Puma
- Lynx
- ZBD-97
- K-200/KIFV
 K-21 IFV
- AIFV
 M2/M3 Bradley
- /ASCOD Pizarro/ULAN
- AMX-10P
- TAM VCTP
- Namera
  Achzarit
- Dardo
- Tipo 89 VCI
- FV510 Warrior
- BMP-3
  BMP-T 
  BTR-T
- Bionix VCI
- CV90/CV9030/CV9040